# Тарока
Таро́ка (порт. Tarouca; МФА: [tɐ.ˈɾo.kɐ]) — муніципалітет і місто в Португалії, в окрузі Візеу. Розташований у центрально-північній частині країни, на теренах історичної португальської провінції Бейра. Належить до Ламегуської діоцезії Католицької церкви в Португалії. Права міського самоврядування має з 1262 року. Поділяється на 7 парафій. За адміністративним поділом, чинним до 1976 року, був складовою провінції Верхня Бейра. Площа муніципалітету — 100,08 км², населення муніципалітету — 8048 ос. (2011); густота населення — 80,42 осіб/км²
. Патрон — святий Петро. Святковий день муніципалітету — 29 вересня. Поштовий індекс — 3610.  Код місцевої адміністративної одиниці — 1820. Складова статистичного регіону Північ.

## Географія
Тарока розташована на півночі Португалії, в центрі округу Візеу.
Тарока межує на північному сході — з муніципалітетом Армамар, на сході — з муніципалітетом Моймента-да-Бейра, на півдні — з муніципалітетом Віла-Нова-де-Пайва, на південному заході — з муніципалітетом Каштру-Дайре, на північному заході — з муніципалітетом Ламегу.

## Історія
1262 року португальський король Афонсу III надав Тароці форал, яким визнав за поселенням статус містечка та муніципальні самоврядні права.

## Населення
| Кількість мешканців | Кількість мешканців | Кількість мешканців | Кількість мешканців | Кількість мешканців | Кількість мешканців | Кількість мешканців | Кількість мешканців | Кількість мешканців | Кількість мешканців | Кількість мешканців | Кількість мешканців | Кількість мешканців | Кількість мешканців | Кількість мешканців |
| ------------------- | ------------------- | ------------------- | ------------------- | ------------------- | ------------------- | ------------------- | ------------------- | ------------------- | ------------------- | ------------------- | ------------------- | ------------------- | ------------------- | ------------------- |
| 1864                | 1878                | 1890                | 1900                | 1911                | 1920                | 1930                | 1940                | 1950                | 1960                | 1970                | 1981                | 1991                | 2001                | 2011                |
| 8 552               | 9 054               | 9 685               | 10 254              | 9 972               | 9 770               | 10 388              | 10 685              | 11 479              | 10 845              | 10 050              | 9 368               | 9 579               | 8 308               | 8 048               |